# Флорания
Флорания (порт. Florânia) — муниципалитет в Бразилии, входит в штат Риу-Гранди-ду-Норти. Составная часть мезорегиона Центр штата Риу-Гранди-ду-Норти. Входит в экономико-статистический микрорегион Серра-ди-Сантана. Население составляет 8930 человек на 2006 год. Занимает площадь 504,022 км². Плотность населения — 17,7 чел./км².
Праздник города — 20 октября.

## История
Город основан в 1890 году.

## Статистика
- Валовой внутренний продукт на 2003 год составляет 17 851 653,00 реалов (данные: Бразильский институт географии и статистики).
- Валовой внутренний продукт на душу населения на 2003 год составляет 1994,15 реалов (данные: Бразильский институт географии и статистики).
- Индекс развития человеческого потенциала на 2000 год составляет 0,657 (данные: Программа развития ООН).